# Harvest (Neil Young-album)
 For alternative betydninger, se Harvest. (Se også artikler, som begynder med Harvest)
Harvest var fjerde soloudspil fra Neil Young, udsendt i februar 1972 af Reprise Records. London Symphony Orchestra bidrog på to numre, mens David Crosby, Graham Nash, Linda Ronstadt, Stephen Stills og James Taylor bidrog med backing vokaler. Den toppede Billboard hitliste i to uger og gav to hits: "Old Man", der toppede som nummer 31 og "Heart of Gold" – Neil Youngs mest succesfulde sang til dato – der toppede som nummer 1. 
Harvest var det bedst sælgende album i USA i 1972.

## Numre

### Side et
1. "Out on the Weekend" – 4:34
2. "Harvest" – 3:11
3. "A Man Needs a Maid" – 4:05
4. "Heart of Gold" – 3:07
5. "Are You Ready for the Country?" – 3:23

### Side to
1. "Old Man" – 3:24
2. "There's a World" – 2:59
3. "Alabama" – 4:02
4. "The Needle and the Damage Done" – 2:03
5. "Words (Between the Lines of Age)" – 6:40